# Solel Solar Systems
Solel Solar Systems Ltd. — израильская компания, производитель оборудования для гелиотермальных электростанций. Помимо рынка Израиля работает также в США и Испании.
В 2007 году компания Solel Solar Systems Ltd. подписала соглашение с Pacific Gas & Electric на обеспечение оборудованием 553 мегаваттной гелиотермальной электростанции в штате Калифорния.
В январе 2008 года, британская инвестиционная компания Ecofin Limited объявила об инвестициях в компанию Solel.
15 октября 2009 года немецкий промышленный конгломерат Siemens AG объявил о планируемом приобретении компании Solel Solar Systems Ltd. и интеграции её в департамент Siemens Renewable Energy.